# Berchtesgadener Straße
Die Berchtesgadener Straße (B 160) ist eine Landesstraße in Österreich. Sie führt auf einer Länge von 3 km von der Tauern Autobahn (A 10) zur Staatsgrenze nach Deutschland, wo sie auf die Bundesstraße 305 nach Berchtesgaden trifft.

## Geschichte
Die Berchtesgadener Straße wurde 1937 durch Beschluss der Landesregierung zur Bundesstraße erklärt. Nach dem Anschluss Österreichs wurde die Berchtesgadener Straße bis 1945 als Teil der Reichsstraße 305 (heute Bundesstraße 305) geführt.
| B160 | Die Berchtesgadener Straße befand sich wie die anderen ehemaligen Bundesstraßen in der Bundesverwaltung. Seit dem 1. April 2002 steht sie unter Landesverwaltung und führt zwar das B in der Nummer weiterhin, nicht aber die Bezeichnung Bundesstraße. |